# Bissières
Bissières – miejscowość i dawna gmina we Francji, w regionie Normandia, w departamencie Calvados. W 2013 roku liczba ludności wynosiła 184 mieszkańców. 
W dniu 1 stycznia 2017 roku z połączenia dwóch ówczesnych gmin – Bissières oraz Méry-Corbon – utworzono nową gminę Méry-Bissières-en-Auge. Siedzibą gminy została miejscowość Méry-Corbon. 